# ديف هوفمان
ديف هوفمان (بالإنجليزية: Dave Hoffmann)‏ هو لاعب كرة قدم أمريكية أمريكي، ولد في 24 يوليو 1970 في سان لويس أوبيسبو في الولايات المتحدة.